# Squash-Mannschaftsweltmeisterschaft 2024
Die Squash-Mannschaftsweltmeisterschaften 2024 (englisch 2024 World Team Squash Championship) fanden vom 9. bis 15. Dezember 2024 in Hongkong statt. Austragungsort war die Multisportanlage des Hongkong FC. Organisiert wurde das Turnier von der Squashsektion des Hongkong FC sowie von der World Squash Federation.
Erstmals in der Geschichte der Mannschaftsweltmeisterschaften fanden die Austragungen der Herren und Damen nicht nur im selben Jahr, sondern auch parallel am selben Ort statt. Es nahmen insgesamt 49 Mannschaften teil.

## Herrenturnier
→ Hauptartikel: Squash-Mannschaftsweltmeisterschaft 2024/Herren

## Damenturnier
→ Hauptartikel: Squash-Mannschaftsweltmeisterschaft 2024/Damen